# りそなコエドテラス
りそなコエドテラスは、埼玉県川越市幸町に所在するインキュベーション施設やレストランなどで構成される複合施設。建物は1918年（大正7年）に完成した洋風銀行建築で、1996年（平成8年）に「あさひ銀行川越支店（旧八十五銀行本店本館）」として国の登録有形文化財に登録されている。
埼玉りそな銀行川越支店となっていたが2020年（令和2年）6月19日に川越市脇田本町に移転しており、2024年（令和6年）5月15日に複合施設「りそなコエドテラス」としてリニューアルオープンした。

## 歴史
1878年5月、旧川越藩の御用商人らの出資によって、県下初の銀行として第八十五国立銀行が設立され、この地で営業を始める。1893年の川越大火で旧本店は焼失。1898年1月、国立銀行営業満期前特別処分法に基づき、民営の第八十五銀行となる。1918年には現在の建物が再建された。
1943年、戦時下における一県一行主義に基づき、第八十五銀行は武州銀行、飯能銀行、忍商業銀行と大合併し埼玉銀行となった。その後も業界再編で行名は数度にわたり変更。

### 埼玉りそな銀行川越支店
2003年からは埼玉りそな銀行川越支店として営業し、近隣の住民や土産店の店員など1日に200人以上が来店した。しかし、築100年で老朽化し修繕費用がかさむため、2020年6月19日を以てこの建物での営業は終了。川越支店は川越南支店とともに川越駅西口に建てられた複合施設U_PLACEに移転し、同月22日から新店舗で営業を開始。旧店舗のATMコーナーは残され、「蔵の街出張所」となった。

### りそなコエドテラス
支店として営業を終了後、埼玉りそな銀行内で旧店舗の利活用について検討を重ねた結果、産業創出や起業家育成、地域の食と観光情報の発信などに取り組む施設として再出発させることになった。具体的には、ビジネスや商談に使えるスペースや地域食材を扱うレストラン、それに観光客向けに特産品を扱う店などが入る。運営は同行子会社の「地域デザインラボさいたま」が担うことになった。
2024年（令和6年）5月15日に複合施設「りそなコエドテラス」としてリニューアルオープンした。運営は株式会社地域デザインラボさいたまが行っている。1階にはジェラート店やカフェが開店し、旧金庫室はギャラリーとなっている。2階はイタリアンレストランとなり、旧頭取室はその一部として使われている。3階は約60席のワーキングスペースとなっている。

## 建築
川越の重要伝統的建造物群保存地区内にあり、蔵造りの建物が多い中、白煉瓦の西洋建築が異彩を放つ。設計は辰野金吾に師事した保岡勝也。彼が設計した建物のうち川越市内には、旧山崎家別邸と旧山吉デパートが現存する。
外観はネオルネッサンス様式が採り入れられ、北西角の八角形の塔屋には、青銅葺きのドーム屋根が設けられている。建物の角はコーナーストーンで装飾され、外壁の窓と窓の間にはサラセン縞のバットレスが配置されている。川越大火の教訓から、窓には手動の防火シャッターが備えられた。日本に現存する鉄筋コンクリート構造の建築物としては、初期のものである。また、景観維持のためか旧あさひ銀行時代は赤い看板を臙脂色にし、埼玉りそな銀行となったあとも看板を深緑色にするなどしている。
1996年12月には、埼玉県内では初となる国の登録有形文化財に登録された。